# Pirmeda tenmalaia
Pirmeda tenmalaia är en insektsart som beskrevs av Henry, G.M. 1940. Pirmeda tenmalaia ingår i släktet Pirmeda och familjen vårtbitare. Inga underarter finns listade i Catalogue of Life.